# Poffertjeskraam

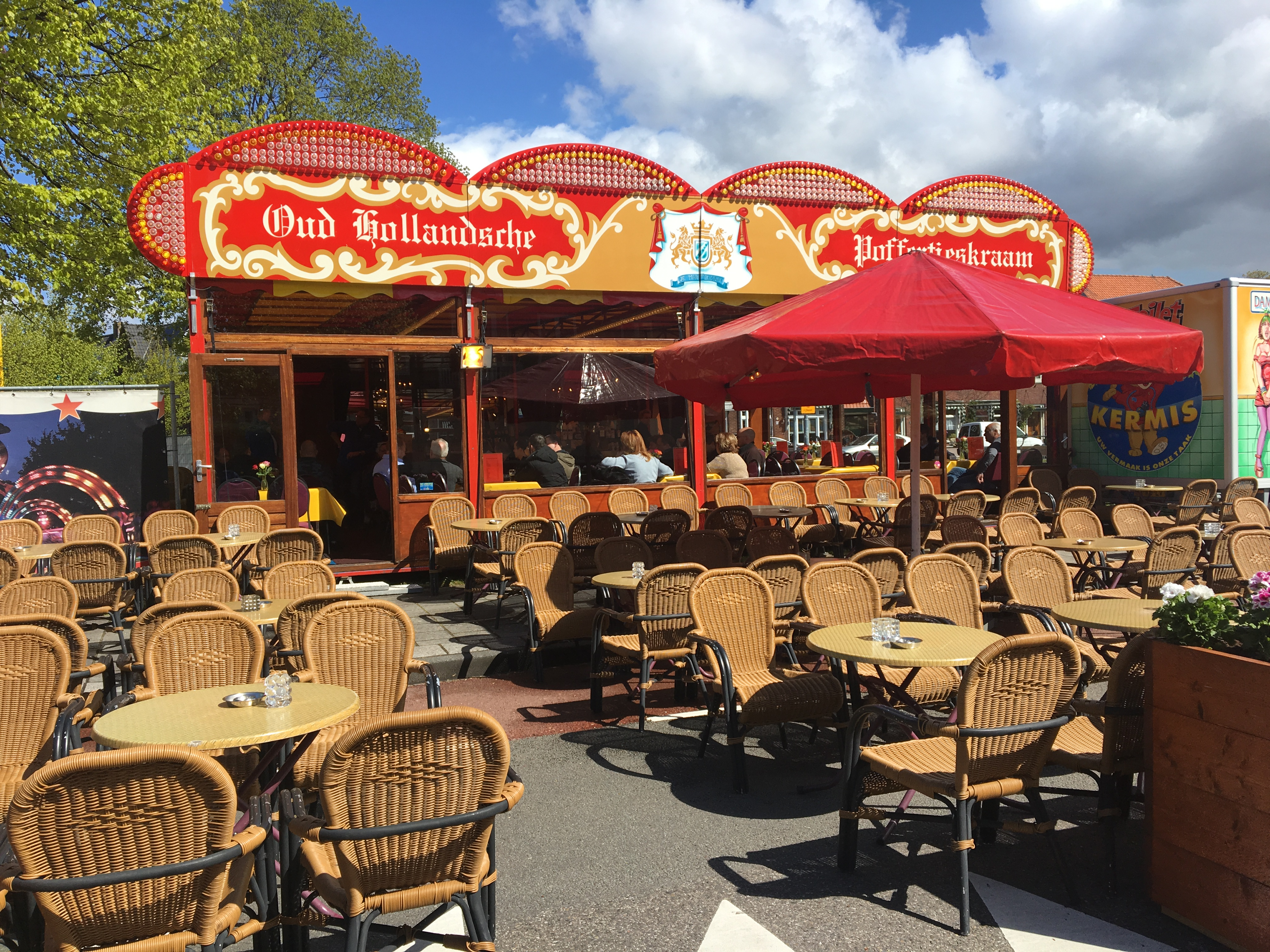
Een poffertjeskraam in 2017 op een kermis in Haarlem.

Een poffertjeskraam (ook poffertjestent, poffertjespaviljoen of poffertjesrestaurant) is een paviljoen waar poffertjes geserveerd worden.
Poffertjeskramen zijn oorspronkelijk demontabele kermiskramen die meereisden met kermissen. Sommige vestigden zich permanent aan pleinen zoals het voormalige Victor Consael aan het Vredenburg in Utrecht. Na vestiging werden sommige kramen vervangen voor een permanent paviljoen zoals Bongers op de Meent in Rotterdam en paviljoen Malieveld in Den Haag. Daarnaast zijn ze ook te vinden in attractieparken, zoals de Efteling in Kaatsheuvel.
Sinds 1915 krijgen kinderen in Breukelen bij de poffertjeskraam D. van der Steen jaarlijks op 3 oktober poffertjes op de verjaardag van Leonard Corneille Dudok de Wit.

## Interieur
Een oud-Hollandse poffertjeskraam is ingedeeld met een open keuken met poffertjesplaat in de centrale zaal waarbij zich aan weerszijden nisjes (coupés) met houten banken bevinden, een bar aan de achterzijde en een terras aan de voorzijde. Het interieur is van hout, met een linnen plafond, kanten gordijnen, houten klapstoelen, rood en wit geruite tafelkleedjes en kroonluchters.

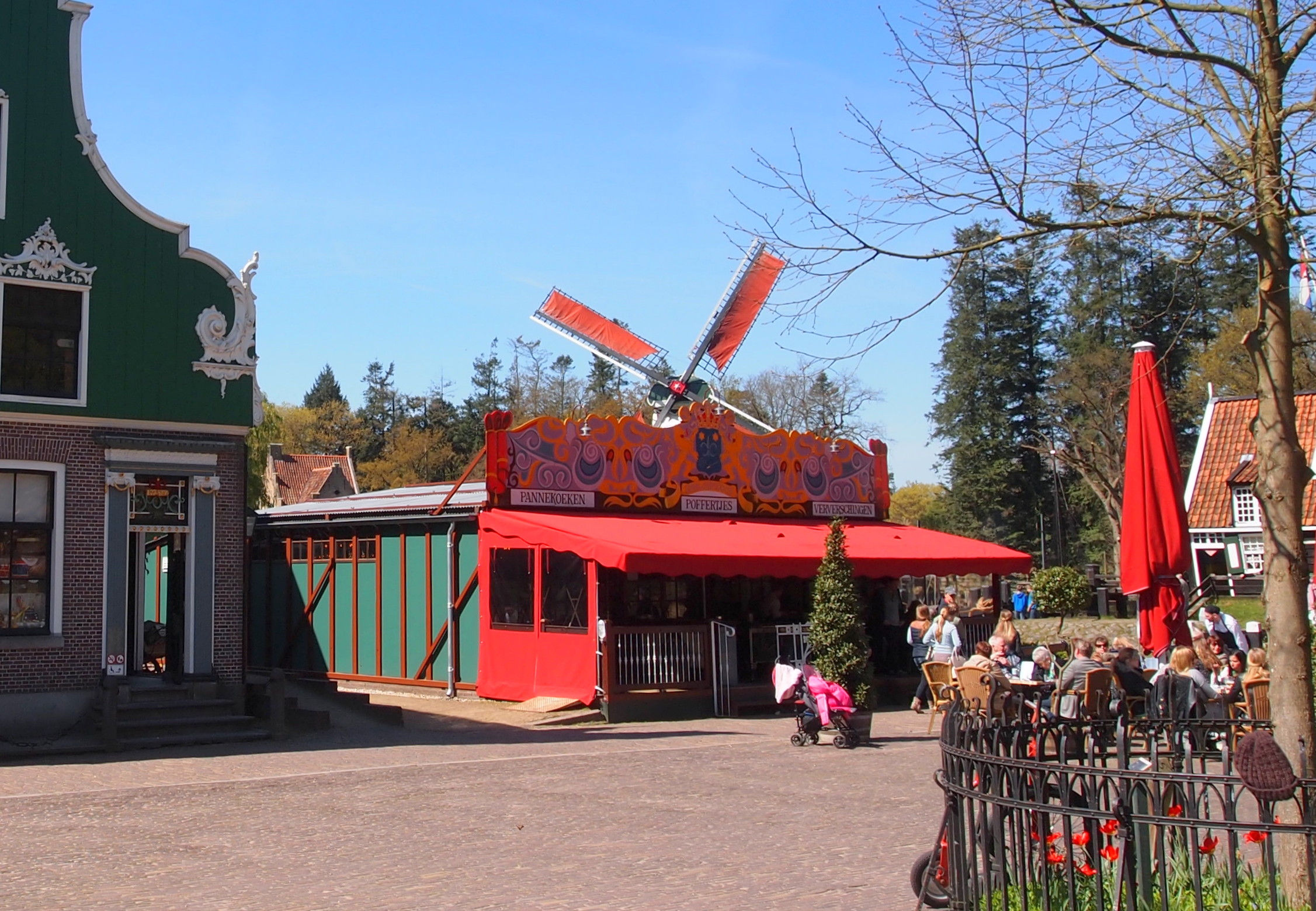
Poffertjeskraam in het Nederlands Openluchtmuseum, oorspronkelijk Holle Bolle Gijs uit Epe
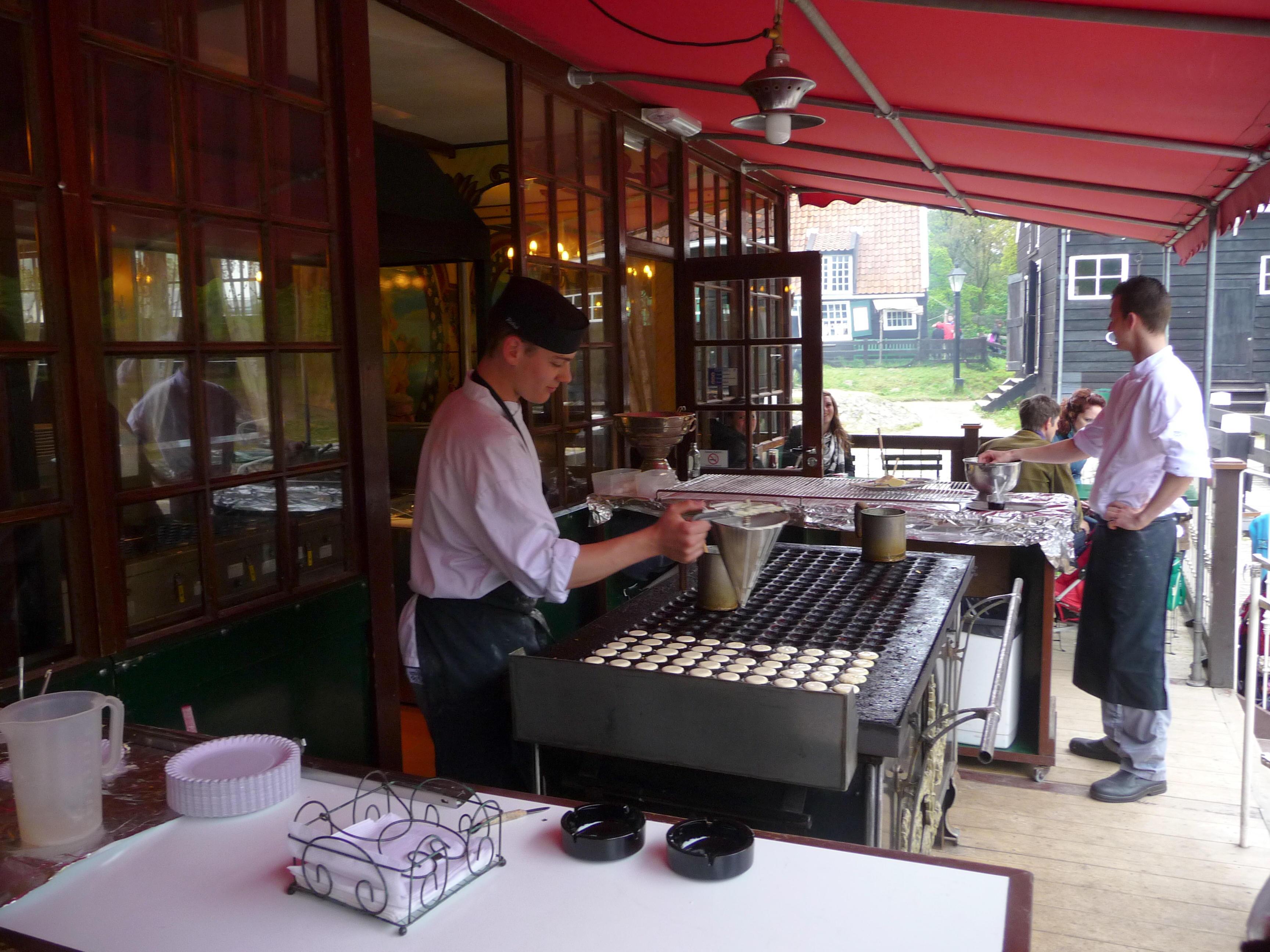
Het bakken van de poffertjes
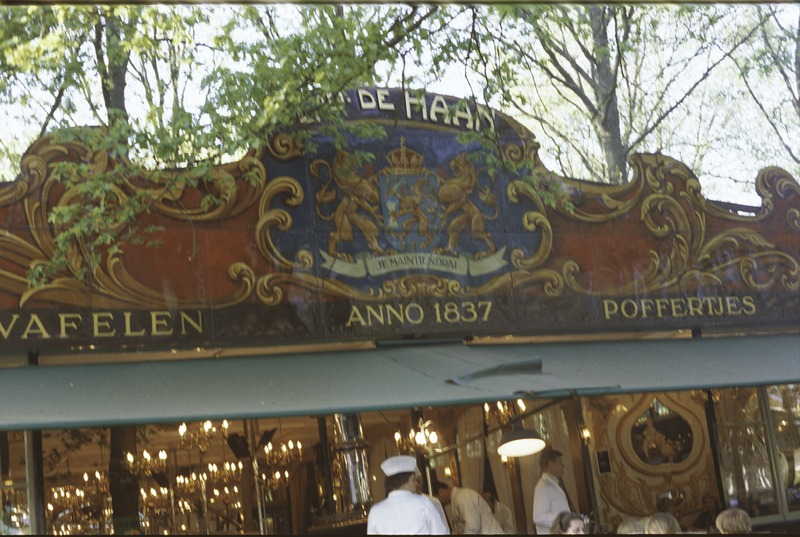
Poffertjeskraam de Haan in Laren
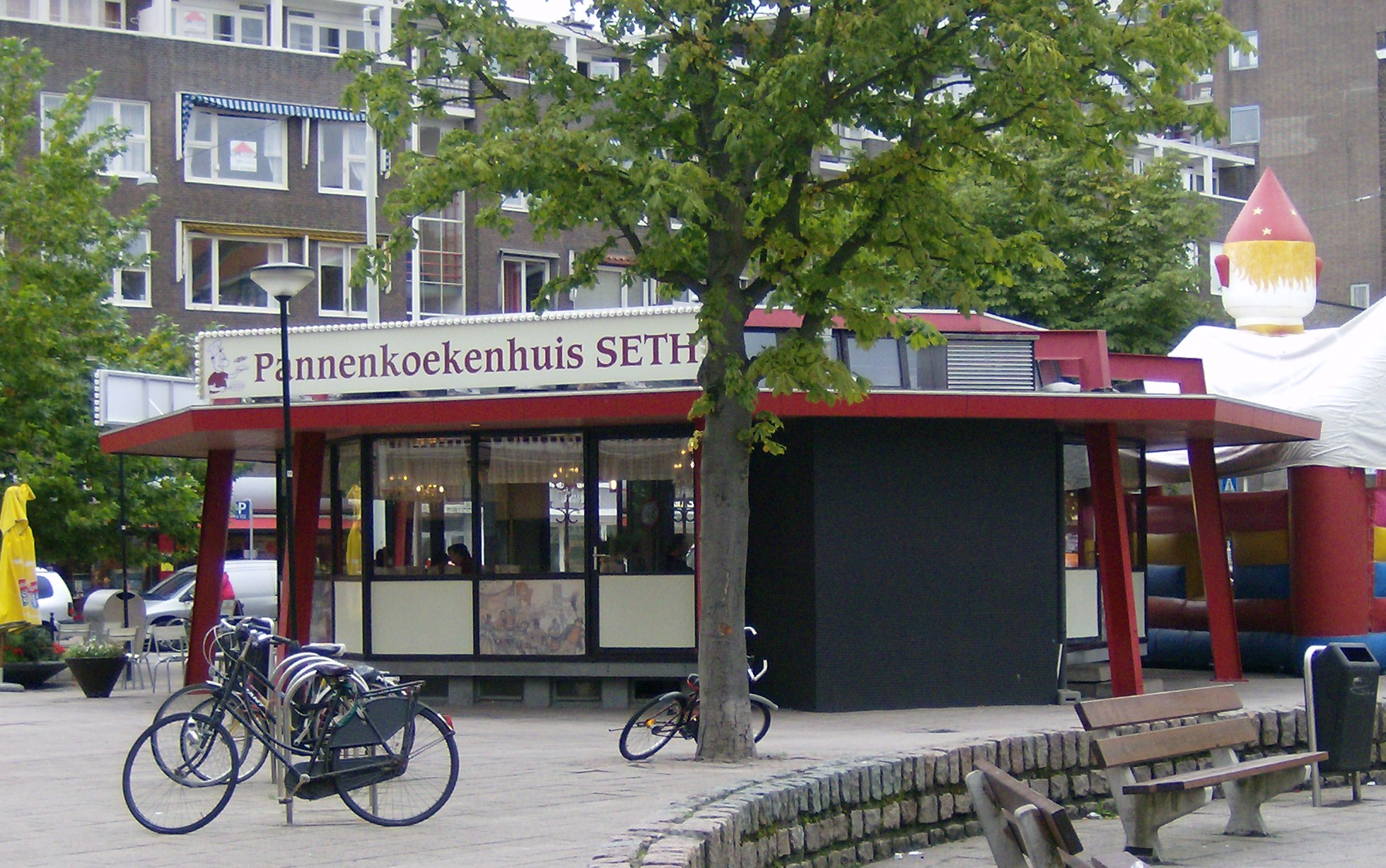
Paviljoen van de voormalige poffertjeskraam Bongers in Rotterdam
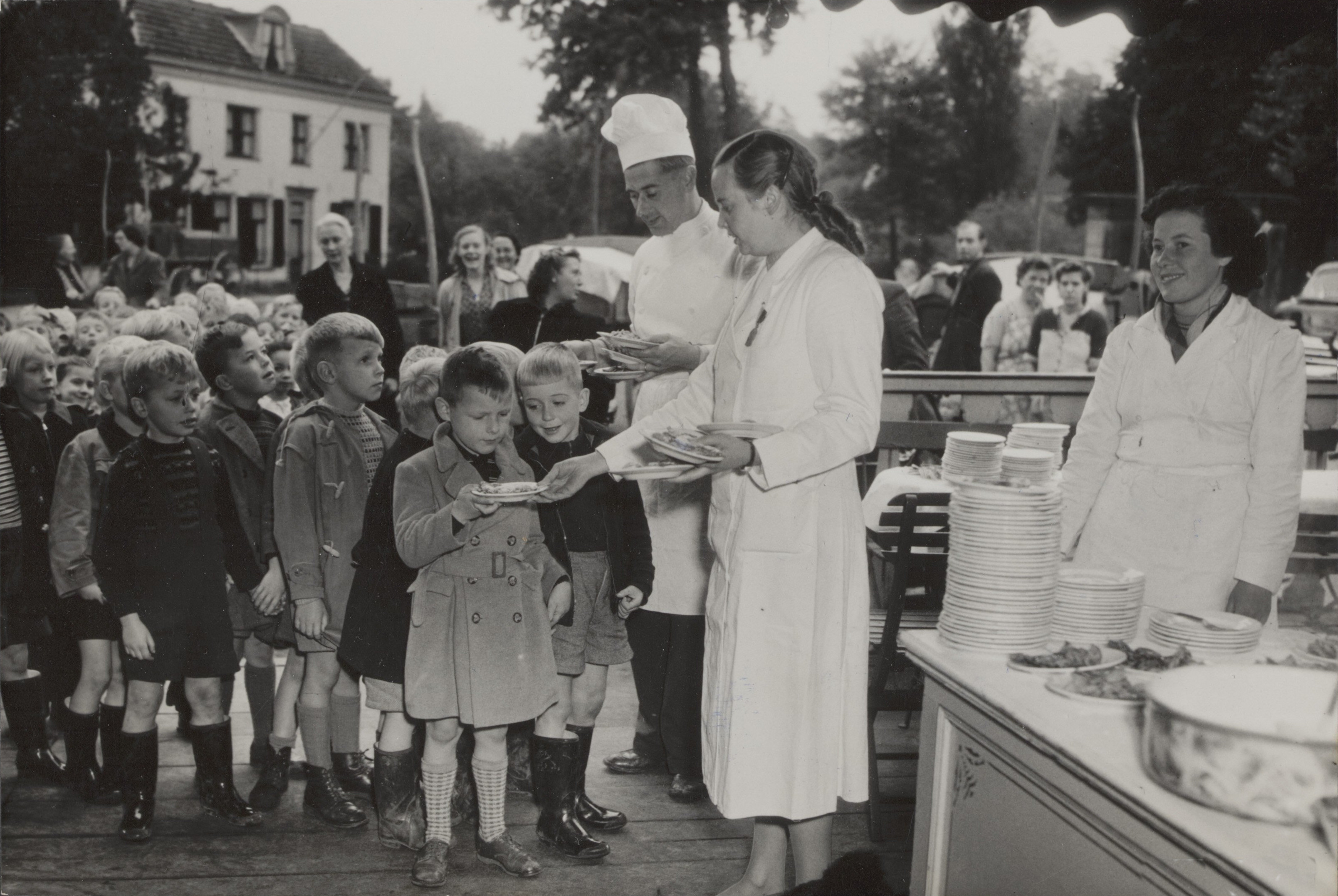
Poffertjesdag voor kinderen op 3 oktober 1952 bij poffertjeskraam D. van der Steen